# Dexia
Dexia är en belgisk bank. Banken grundades år 1996 genom en sammanslagning av Crédit Communal de Belgique/Gemeentekrediet van België och Crédit Local de France.
1. ↑  hämtat från: tyskspråkiga Wikipedia.[källa från Wikidata]